# Enrico Battaglin
Enrico Battaglin (né le 17 novembre 1989 à Marostica dans la province de Vicence en Vénétie) est un coureur cycliste italien. Il a notamment remporté trois étapes du Tour d'Italie entre 2013 et 2018.

## Biographie

### Débuts cyclistes et carrière chez les amateurs
Enrico Battaglin, né à Marostica, est un neveu éloigné de Giovanni Battaglin, vainqueur du Tour d'Espagne et d'Italie en 1981 et maillot à pois sur le Tour de France 1979. Il est cousin avec le pilote automobile Sandro Battaglin, né lui aussi à Marostica.
Son père Gianni, cousin éloigné de Giovanni, est lui aussi cycliste amateur. Il lui fait découvrir le cyclisme à l'âge de six ans. Rapidement, le jeune Enrico montre des prédispositions. Les déplacements de ses parents l'amènent à changer de club plusieurs fois. 
En 2008, il intègre l'équipe amateur italienne Zalf Désirée Fior. 
Il se révèle lors de la saison 2010. Il remporte huit courses du calendrier italien dont, notamment, le Grand Prix San Giuseppe, la première étape et le général du Giro delle Regioni ainsi que le Gran Premio Capodarco. Il anime également le Girobio, confirmant ses qualités de grimpeurs. Aux championnats du monde sur route de 2010, il se classe 49e de la course en ligne des moins de 23 ans.
En 2011, il améliore son score en remportant onze courses du calendrier italien, dont le Trofeo Zssdi, le Grand Prix San Giuseppe et le Trofeo Città di Brescia. 

### Carrière professionnelle
À la fin de la saison 2011, il est contacté par plusieurs équipes professionnelles pour devenir stagiaire fin 2011. Il rejoint l'équipe continentale professionnelle Colnago-CSF Inox. Il s'impose au sprint dès sa cinquième course professionnelle, la Coppa Sabatini, devant Davide Rebellin et Giovanni Visconti. Convaincu par son potentiel, ses dirigeants lui font signer un contrat pour la saison suivante.
En 2013, l'équipe change de sponsor et devient Bardiani Valvole-CSF Inox. L'équipe est invitée à participer au Tour d'Italie 2013. Il remporte au sprint la quatrième étape, la plus longue de la course, qui arrive à Serra San Bruno. 
En 2014, il s'impose une nouvelle fois sur le Tour d'Italie, au sommet d'Oropa lors de la quatorzième étape.
En septembre 2015, après quatre saisons passées à la Bardiani, il signe un contrat avec la formation néerlandaise Lotto NL-Jumbo. Au sein de l'équipe World Tour, il espère pouvoir participer aux classiques ardennaises et à de nouveaux grands tours. Il débute sous ses nouvelles couleurs en Australie sur le Tour Down Under et connait sa première place sur la course suivante, la Cadel Evans Great Ocean Road Race (9e). En avril, comme il le souhaitait, il est au départ de l'Amstel Gold Race (54e), la Flèche wallonne (67e) et de Liège-Bastogne-Liège (46e) avant de participer à son cinquième Tour d'Italie.
En 2018, il remporte sa troisième victoire d'étape sur le Tour d'Italie en gagnant la 5e étape arrivant à Santa Ninfa. Au mois d'août, la presse sportive annonce que le coureur transalpin s'engage pour la saison 2019 avec la formation Katusha-Alpecin. Il connait une saison difficile, alors que l'équipe disparait à l'issue de la saison. En 2020, il reste au sein du World Tour en rejoignant la formation Bahrain-McLaren, avec comme meilleur résultat une septième place sur la Coppa Sabatini.
En 2021, il fait son retour au sein de l'équipe Bardiani CSF Faizanè. En juin, il se classe troisième du Tour des Apennins. En 2022, il réalise la moins bonne saison depuis ses débuts professionnels et n'est pas conservé à l'issue de celle-ci.

## Palmarès

### Palmarès professionnel
| - 2011 - Coppa Sabatini - 3e du Tour de Romagne et Coppa Placci - 2012 - 1reb étape du Tour de Padanie (contre-la-montre par équipes) - 3e du Grand Prix de Lugano - 2013 - 4e étape du Tour d'Italie - 3e du Trophée Matteotti | - 2014 - 14e étape du Tour d'Italie - 2018 - 5e étape du Tour d'Italie - 9e de la Cadel Evans Great Ocean Race - 2021 - 3e du Tour des Apennins |  |

## Résultats sur les grands tours

### Tour d'Italie
10 participations
- 2012 : 74e
- 2013 : abandon (14e étape), vainqueur de la 4e étape
- 2014 : 52e, vainqueur de la 14e étape et du classement énergie
- 2015 : abandon (19e étape)
- 2016 : 42e
- 2017 : 64e
- 2018 : 34e, vainqueur de la 5e étape
- 2019 : 66e
- 2020 : 46e
- 2021 : 85e

### Tour d'Espagne
2 participations
- 2016 : abandon (9e étape)
- 2019 : 113e

## Classements mondiaux
| Année                                 | 2008  | 2009 | 2010 | 2011 | 2012 | 2013 | 2014 | 2015 | 2016  | 2017  | 2018  | 2019 | 2020 | 2021 |
| ------------------------------------- | ----- | ---- | ---- | ---- | ---- | ---- | ---- | ---- | ----- | ----- | ----- | ---- | ---- | ---- |
| UCI World Tour                        |       |      |      |      |      |      |      |      | 226e  | 180e  | 106e  |      |      |      |
| Classement mondial                    |       |      |      |      |      |      |      |      | 590e  | 459e  | 249e  | 967e | 269e | 544e |
| UCI Europe Tour                       | 1217e | 337e | 50e  | 18e  | 227e | 300e | 236e | 356e | 1653e | 1192e | 1362e | 698e | 220e | 437e |
| UCI Asia Tour                         | nc    | nc   | nc   | nc   | nc   | nc   | nc   | 311e | nc    | 167e  | nc    |      |      |      |
| UCI Oceania Tour                      | nc    | nc   | nc   | nc   | nc   | nc   | nc   | nc   | 36e   | nc    | nc    |      |      |      |
|                                       |       |      |      |      |      |      |      |      |       |       |       |      |      |      |
| Légende : nc = non classéSource : UCI |       |      |      |      |      |      |      |      |       |       |       |      |      |      |

## Distinctions
- Oscar TuttoBici des moins de 23 ans : 2010